# Harlinghausen (Preußisch Oldendorf)
Harlinghausen ist ein Stadtteil der Stadt Preußisch Oldendorf im Kreis Minden-Lübbecke in Ostwestfalen.

## Geografie

### Geografische Lage
Harlinghausen liegt am Nordhang des Wiehengebirges, der Ortskern im Naturraum des Lübbecker Lößlandes. Harlinghausen grenzt im Westen an das Bundesland Niedersachsen, im Osten an die Kernstadt Preußisch Oldendorf und den Stadtteil Engershausen, im Norden an die Stadtteile Getmold und Schröttinghausen, im Süden an Eininghausen-Börninghausen.
Die Bundesstraße 65 verläuft südlich des Kerndorfes in West-Ost-Richtung, wiederum weiter südlich die Trasse der ehemaligen Wittlager Kreisbahn.
Der Landwehrbach verläuft nahe der westlichen Grenze, er mündet in die Hunte ebenso wie der Heithöfer Bach. Als Boden Bach vom Wiehen her kommend reiht sich an ihm der Siedlungskern aus altsächsischer Zeit auf, früher erkennbar insbesondere an den Höfen 1 bis 8 des vom Großen Kurfürsten Friedrich Wilhelm von Brandenburg gegen Ende seiner Regierungszeit verlangten Kontributionsregisters. Das Gebiet Oldendorfs östlich des Boden Bachs wird vom Großen Dieckfluss entwässert, der über die Große Aue die Weser erreicht.
Ab 1939 wurde die Anlage des Lufttanklagers geplant und am Nordhang des Linken Bergs errichtet mit umfangreichen Bahnanlagen, sogar mit Bahnsteig und zugehöriger Normaluhr. An Harlinghausens Westrand verlief die Ölpipeline zum Ölhafen Getmold am Mittellandkanal. Das zugehörige Wasserwerk in der Masch zusammen mit dem Wasserbehälter im Wald oberhalb des LTL oder einfach des Geländes ermöglichten nach dem Zweiten Weltkrieg die zügige Errichtung der zentralen städtischen Wasserversorgung Oldendorfs.

Die Bergstraße wendet sich dem Durchbruch zu.

Auf Harlinghausens höchster Erhebung, dem Standort des Aussichtsturms auf 207 m ü. NN, wurde der Wiehenturm mit Mitteln des Naturparks Nördlicher Teutoburger Wald-Wiehengebirge errichtet.
In der Nähe westlich führt die Fahrstraße ins Eggetal vorüber dank 1926 erfolgten des Durchbruchs des Kamms der Egge.
Gedenktafel: Als Notstandsarbeit erbaut von der Stadt Pr. Oldendorf 1924–27 Gottlob!
Die vom Preußisch Oldendorfer Ortskern herauf führende Bergstraße verläuft, früher – seit ihrer Anlage – von Chaussebäumen umsäumt, idyllisch durch eine herrliche Waldlandschaft. Nach einigen erheblichen Steigungen und gekonnt eingefügten Kurven schmiegt sich der Fahrweg schließlich an den Nordhang der Egge und erreicht die Passhöhe in einer letzten Wendung.
Insgesamt ist der Grenzverlauf von Harlinghausen recht eigentümlich, ja bisweilen grotesk: obschon das Gebiet Harlinghausens in seiner Gesamtheit westlich Oldendorfs liegt, liegt der Bevölkerungsschwerpunkt als Siedlung  unmittelbar nördlich der Kernstadt von Pr. Oldendorf und ist mit diesem siedlungstechnisch zusammengewachsen; vom Erscheinungsbild und der Wahrnehmung der Bewohnerschaft  ist dieser Teil ein faktischer Teil dieser. Zum anderen gibt es Wohnhäuser südlich der Egge, also bereits im Eggetal. Die Bewohner dort rechnen kulturell, kirchlich usw. und von der gefühlten Selbstzuordnung eher zu Börninghausen, allenfalls zum nahen Oldendorf.

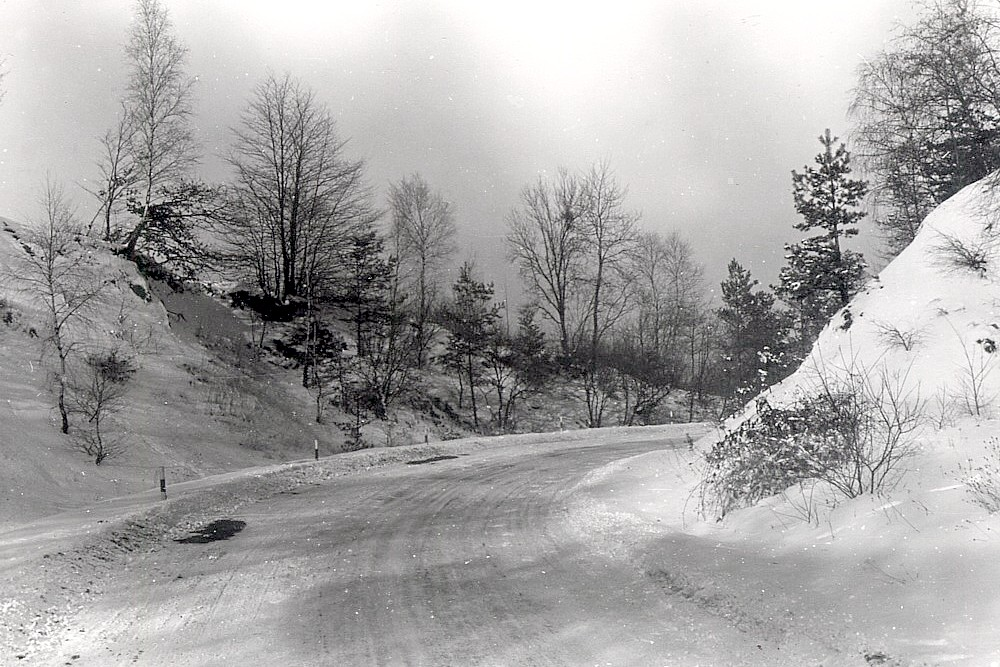
Am Durchbruch 1957

### Geologie
Bei der großen Nord-Süd-Ausdehnung von der Masch bis über den Kamm der Egge (Wiehengebirge) hinaus umfasst die Bauerschaft Harlinghausen ein geologisch reiches Gebiet und erreicht das Ostwestfälische Hügelland mit Tonmergel-, Kalk- und Sandsteinen des Erdmittelalters. Nicht verwunderlich ist daher, dass bei Sprengungen für den Durchbruch durch die Egge Spuren von Sauriern gefunden wurden. Der Abbau von Naturstein für die Gründung beim Hausbau war lohnend.
Nördlich der Egge unten am Steilabhang misslangen im 19. Jh. mehrere Versuche zum Betrieb wirtschaftlicher Kohlenzechen.
Andererseits hat das Eiszeitalter Lockergesteine wie Sand, Kies, Löß oder Geschiebemergel in den Übergangsbereichen zur Norddeutschen Tiefebene hinterlassen mit ergiebigem Vorkommen von Grundwasser. Die Siedlung Harlinghausen selbst liegt im für landwirtschaftliche Nutzung günstigen Wittlager Lößvorland, das im nördlichen Teil in Sandlöß übergeht.

Notstandsarbeiten 1924–1927.

## Geschichte
Harlinghausen wird 1242 erstmals urkundlich erwähnt und als Siedlung genannt. Die Schreibweise des Ortsnamens als „Harlekeshusen“ ist wahrscheinlich von einem Personennamen abgeleitet. Seit 1334 entwickelte sich in Harlinghausen ein Rittersitz, indem sich dort die Adelsfamilie von dem Borne ansiedelte, nachdem sie die von dem Burggrafen von Stromberg verpfändete „Herrschaft Börninghausen“ an die Grafen von Ravensberg abtreten musste und Bruno von dem Borne um 1300 einen Hof in Harlinghausen vom Bistum Minden zu Lehen erhalten hatte. 1620 kaufte Arnold von der Horst das Gut, um wie sein Vater Johann von der Horst ravensbergischer Drost in Vlotho zu werden, und verkaufte es wieder 1626 an Goßwin von Gresten in Bielefeld, der es wiederum 1632 für 7000 Reichstaler an Philip Sigismund Von dem Bussche-Ippenburg verkaufte. Spätestens seit Mitte des 19. Jahrhunderts ist das Rittergut Harlinghausen erloschen, indem nach weiteren Besitzerwechseln die Ländereien des Gutes verkauft bzw. dem Gut Groß-Engershausen zugeschlagen worden waren. Die Lage seines umgräftet gewesenen Hausplatzes ist durch eine tiefliegende Wiese westlich der Hauptstraße und etwas südlich des Dorfplatzes noch kenntlich. Dort befindet sich auf dem ehemaligen Spritzenhaus die Dorfglocke, die Luise Bothe im Jahre 1884 noch im Glockenstuhl hängend abbilden kann; ihre Lithographie vermittelt den Eindruck eines Thingplatzes.
Seit urdenklichen Zeiten hat Harlinghausen einen eigenen Friedhof, den Harlinghäuser Leichenhof nach einem Plan von 1835; das ist einzig im Evangelisch-Lutherischen Kirchspiel Preußisch Oldendorf. Zum Jahre 1822 wurde er auf der südlichen Straßenseite neu angelegt. Dorfglocke und Ehrenmal der Gefallenen zweier Weltkriege erhalten dem früheren Friedhof seine Würde. Leichenzüge aus Schröttinghausen kamen auf ihrem langen Wege zum Oldendorfer Friedhof an der Harlinghauser Dorfglocke unter Geläut vorüber und passierten diese Friedhöfe.

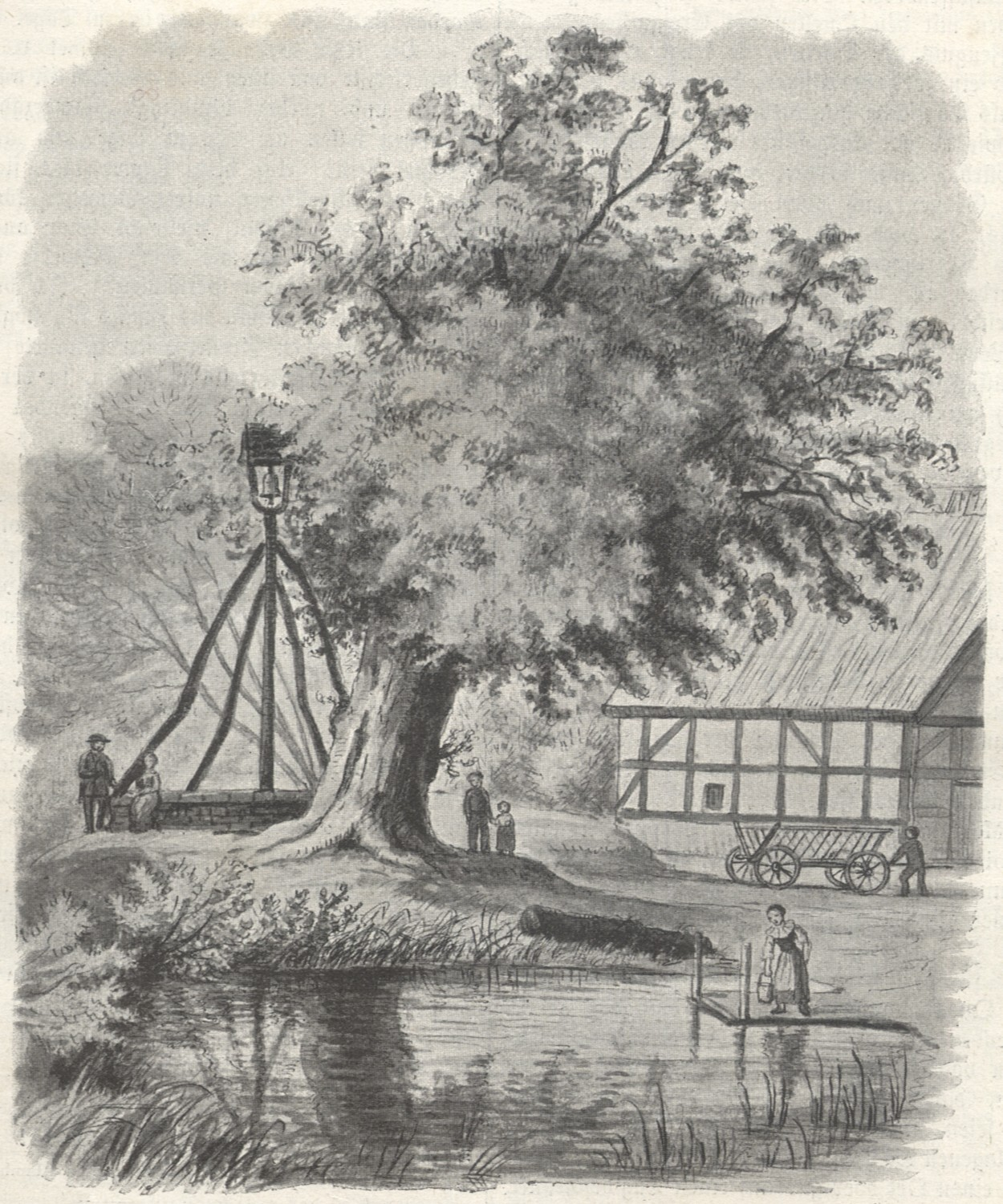
Luise Bothe, Unter der Glocke. Thingplatz in Harlinghausen (1884)

Die Bauerschaft und das Gut Harlinghausen gehörten bis zur Franzosenzeit zur Vogtei Oldendorf im Amt Limberg der Grafschaft Ravensberg. Von 1807 bis 1810 gehörte der Ort zum Kanton Oldendorf des napoleonischen Satellitenstaats Königreich Westphalen. Von 1811 bis 1813 gehörte Harlinghausen unmittelbar zu Frankreich und dort zur Mairie Oldendorf im Arrondissement Minden des Departements der Oberen Ems. 1816 kam Harlinghausen zum neuen Kreis Rahden, aus dem 1832 der Kreis Lübbecke wurde. Im Kreis Lübbecke gehörte die Gemeinde Harlinghausen zum Amt Preußisch Oldendorf.
Am 1. Januar 1973 wurde Harlinghausen durch das Bielefeld-Gesetz in die Stadt Preußisch Oldendorf eingegliedert.

## Persönlichkeiten

### Söhne und Töchter
- Wilhelm Vortmeyer (1866–1931), Bauer, Unternehmer und Fabrikant sowie Kommunalpolitiker und Stadtvorsteher in Preußisch Oldendorf